# Герб Монтевидео
Герб Монтевидео — официальный символ столицы Уругвая города Монтевидео, отражающий историческое значение и развитие города. 

## История
Первый герб Монтевидео появился в 1807 году. Он имел форму овала, который венчала корона. В овал был вписан холм Серро де Монтевидео, стоящий на берегу залива Ла Плата; у берега также была изображена рептилия. На холме стояла башня крепости, символизирующая возведённый на нём для борьбы с контрабандистами город-крепость Монтевидео (этот символ позднее изображался на всех гербах Монтевидео). Над башней была размещена развевающаяся лента с надписью «CASTILLA ES MI CORONA», которая символизирует приверженность местных жителей Кастильской короне.
С течением времени герб изменился. Фраза «CASTILLA ES MI CORONA» стала писаться снаружи овала вокруг него. У подножия Серро де Монтевидео появляются четыре сброшенных британских флага, символизирующих победу Испании над Англией. Также на берегу холма появился флаг Соединённых провинций Рио-де-Ла-Плата и колос пшеницы.

## Описание
Современный герб Монтевидео был утверждён в 1903 году. Он представляет собой геральдический щит французской формы синего цвета, в который вписан малый щит той же формы.
В верхней части малого щита герба на голубом поле изображен зеленый холм, в нижней части герба на синем фоне помещено символичное изображение моря.
В образованную щитами синюю рамку по кругу вписана надпись «CON LIBERTAD NI OFENDO NI TEMO» (рус. Будучи свободным, я не обижаю и не боюсь) — неофициальный девиз Уругвая.
Корона герба выполнена в виде крепостной стены с четырьмя башнями.
За гербовым рисунком помещено изображение двух перекрещенных между собой предметов: старинного меча и пальмовой ветви. Сам герб окружён венком из лавровых листьев.